# Kotopeky
Kotopeky település Csehországban, a Berouni járásban. Kotopeky Tlustice, Rpety, Praskolesy, Žebrák, Lochovice és Hořovice településekkel határos. Lakosainak száma 303 fő (2024. január 1.).

## Népesség
A település lakosságának változását az alábbi diagram mutatja:
| Lakosok száma | 336  | 334  | 438  | 354  | 310  | 278  | 303  | 303  | 298  | 303  |
|               | 1869 | 1890 | 1921 | 1950 | 1980 | 2001 | 2017 | 2019 | 2022 | 2024 |